# منطقة نبرة
نَبَرَّةُ أو نَبَارَّةُ (بالإسبانية: Navarra، بالباسكية: Nafarroa) منطقة تقع في شمال إسبانيا، من سبعة عشر مناطق حكم ذاتي في إسبانيا. عاصمتها هي مدينة بنبلونة، تنفرد المنطقة بمقاطعة واحدة وهي نَبَرَّةُ.

## الجغرافيا
تقع نبرّة في شمال إسبانيا، تحدها من الشمال فرنسا، ومن الجنوب منطقة لا ريوخا، ومن الشرق والجنوب الشرقي منطقة أرغون، ومن الغرب منطقة إقليم الباسك.
تبلغ مساحة نبرّة 10.391 كم² (حادي عشر أكبر منطقة من حيث المساحة في إسبانيا).

### الأنهار
أهم أنهار نبرّة:
- نهر إِبْرُه (Río Ebro)
- نهر أرغا (Río Arga)
- نهر إغا (Río Ega)
- نهر أراغون (Río Aragón)
- نهر بيداسوَا (Río Bidasoa)

## التقسيمات الإدارية
تنقسم منطقة نبرّة إلى مقاطعة رئيسية واحدة، وهي:
| المقاطعة | الاسم بالإسبانية | عدد السكان | عدد البلديات |
| -------- | ---------------- | ---------- | ------------ |
| نافارا   | Navarra          | 642.051    | 272          |

## توأمة
لمنطقة نبرة اتفاقيات توأمة مع:
- ياماغوتشي (11 نوفمبر 2003 - )

## أعلام
- فرناندو الأول ملك ليون وقشتالة
- توماس كاباييرو باستور
- غارسيا سانشيز الأول ملك نافارا
- بلانش من نافارا، كونتيسة شامبانيا